# Oscar D'León
Pour les articles homonymes, voir DeLeon.
Oscar Emilio León Somoza, en espagnol : Óscar Emilio León Somoza, (né le 11 juillet 1943 à Caracas), mieux connu sous le nom de Oscar D'León, en espagnol : Óscar D'León, est un musicien et chanteur vénézuélien, populaire dans la musique latine, et particulièrement de la salsa. Il a gagné différents surnoms, comme El Sonero del Mundo, El Sonero Mayor, El Faraón de la salsa, ainsi que El Diablo de la salsa.
En 30 ans de carrière, il a enregistré plus de 60 albums, a obtenu plusieurs disques d'or et récompenses musicales, et est considéré comme l'un des plus grands soneros au monde.

## Biographie

### Jeunesse et débuts
Oscar est le fils de Justo León et Carmen Dionisia. Il s'intérèsse très jeune à la musique ; Benny Moré (il reprendra Que bueno baila usted) et Sonora Matancera sont ses principales influences. À 20 ans, il commence à travailler, comme ouvrier chez General Motors et en tant que chauffeur de taxi pour subvenir aux besoins de sa famille, mais il décide plus tard de délaisser son emploi pour réaliser son rêve : devenir musicien ; il a donc acheté quelques instruments et a formé son premier orchestre. Oscar D'León joue d'abord avec l'orchestre Golden Star, puis le groupe les Psicodelicos.

### La Dimensión Latina
C'est en 1972 qu'il a formé avec Enrique « Culebra » Iriarte, Cesar « Albondiga » Monge, Jose Rojas (Rojita), Jose « Cheo » Rodriguez et Elio Pacheco, La Dimensión Latina dans le local La Distincion au Venezuela ; ils sont rejoints par Wladimir Lozano.
Ils enregistrent des tubes, dont Llorarás. La Dimensión Latina devient un des orchestres les plus reconnus et importants dans les Caraïbes, et pénètre le marché nord-américain. Oscar D'León transformait les concerts de La Dimensión Latina en véritable show, par son charisme, son talent de sonero et de danseur, capable de jouer en même temps de la basse, ce qui lui vaut d'être surnommé par le public El Bajo danzante (le bassiste dansant).

### Carrière solo
À la suite de tensions internes, Oscar D'León quitte La Dimensión Latina (il sera remplacé par Andy Montáñez, alors chanteur d'El Gran Combo) et commence une carrière solo, avec La Salsa Mayor et La Critica, et confirme qu'il est un sonero majeur de son temps, avec des tubes tels que Se necesita rumbero, Monta mi caballo, A él (hommage à son père). Oscar D'León devient un phénomène international : pèlerin de la musique latine, il est reçu partout avec les honneurs, du Japon à Helsinki, de Montréal aux Buenos Aires, d'où son surnom de Sonero del mundo.
Au début des années 1990, il signe avec le label Ralph Mercado Management (RMM) et enregistre avec les grands artistes latinos du moment : Celia Cruz (dans la Combinación perfecta), Tito Puente « le roi du timbal » (dans son 100e album), José Alberto « El Canario » et La India. Avec Tito Puente et Eddie Palmieri il enregistre Paris Mambo[Quand ?]. En 1996, il sort avec le label RMM l'album El Rey de los Soneros, produit par le cubain Willy Chirino (vivant aux États-Unis), nommé pour un Grammy en 1997. En 1999 est sorti La Formula Original, son dernier enregistrement pour RMM.
En 2000, Oscar D'León fonde son propre label, Bass Records et sort un double CD avec son vieil ami Wladimir Lozano de la Dimension Latina et Salsa Mayor. La même année, il participe à la bande originale de la production Disney Kuzco, l'empereur mégalo en enregistrant la chanson Mundo perfecto. En 2001, lors de l'enregistrement de son album Más que amor, il a interprété une version du classique du boléro Frenesí, cette fois sous forme de ballade. Le 20 décembre 2009, il est admis à l'unité de soins intensifs d'une clinique de Caracas après avoir été victime d'une crise cardiaque en Martinique, dont il se remet après avoir subi un cathétérisme. Le 23 avril 2013, il est victime d'un accident domestique alors qu'il posait une botte sur une étagère. Celle-ci est tombée et a heurté son visage, lui causant une grave contusion à l'œil et lui faisant perdre son globe oculaire gauche. Le 21 novembre 2013, il reçoit le Latin Grammy Award for Excellence pour sa carrière musicale, reconnaissant ainsi l'impact de sa performance dans le monde, et la même année, il reçoit le Grammy Award.
En 2015, il fête ses 50 ans de carrière artistique. À partir du 22 février, il participe à l'édition LVI du Festival international de la chanson de Viña del Mar en tant que membre du jury, et également en tant qu'invité pour clore le festival le 27 février, où il reçoit les prix Antorchas et Gaviotas de Plata et Oro. Le 14 mai est déclaré la journée Oscar D'Leon (Oscar D'Leon Day) dans l'État américain de Californie en hommage au chanteur.
Le 30 septembre 2016 sort le single La Sandunguita, une collaboration entre Oscar D'Leon et Diego Amador, un musicien espagnol qu'il a rencontré en 2016. Oscar entend la chanson, a aimé le concept et se voit proposer de faire partie du projet, il met sa voix sur la démo et a demandé à l'envoyer à Diego Amador. Diego adore l'énergie d'Oscar et ils établissent une grande connexion qu'ils ont appliquée lors de l'enregistrement des voix finales. La Sandunguita est enregistrée dans l'un des studios les plus réputés de Miami. Sa vidéo promotionnelle est enregistrée le 30 août 2016 à Miami par le réalisateur Ruben Martin, un photographe espagnol renommé, qui était également le photographe de l'album dont La Sandunguita fait partie, Soy de las 3000 de Diego Amador.

## Discographie

### Avec La Dimensión Latina
- 1972 : El Clan de Víctor y Dimensión Latina
- 1972 : Dimensión Latina 72
- 1973 : Triunfadores
- 1974 : En la Dimensión Latina
- 1975 : Dimensión Latina 75
- 1976 : Dimensión Latina 76 « Salsa Brava »
- 1977 : Dimensión Latina en Nueva York

### Avec La Crítica
- 1978 : La Crítica
- 1980 : Presenta La Crítica con Wladimir y Teo
- 1981 : Presenta La Crítica Vol.2
- 1985 : En Nueva Dimensión

### Avec son propre orchestre
- 1976 : Con Bajo y Todo
- 1977 : 2 Sets con Oscar
- 1978 : El Oscar de la Salsa
- 1978 : Y Su Salsa Mayor
- 1979 : El Mas Grande
- 1979 : Llegó...Actuó y Triunfó
- 1980 : Al Frente de Todos
- 1981 : A Mi Si me Gusta Así
- 1981 : Dos Colosos en Concierto
- 1982 : El Discóbolo
- 1983 : Con Dulzura
- 1983 : 15 Éxitos de:
- 1984 : Con Cariño
- 1984 : El Sabor
- 1985 : Yo Soy
- 1986 : Oscar 86
- 1987 : Riquití
- 1987 : La Salsa soy Yo
- 1988 : De Aquí Pa'llá
- 1989 : Navidad
- 1990 : En Puerto Rico
- 1990 : Boleros, Sones... y Algo Más
- 1991 : Auténtico
- 1991 : y Los Blanco
- 1992 : El Rey de los Soneros
- 1994 : Toitico Tuyo
- 1996 : El Sonero del Mundo
- 1997 : En Nueva York
- 1997 : Live
- 1999 : La Fórmula Original
- 2000 : En Vivo! Copacabana
- 2000 : Doble Play Oscar y Wladimir
- 2001 : Más que Amor...Frenesí
- 2002 : Infinito
- 2004 : Así soy
- 2006 : Fuzionando
- 2009 : Tranquilamente... Tranquilo

## Distinctions
En février 2013, il reçoit les clés de la ville de Maturín des mains du maire José Vicente Maicavares. Il reçoit également le Latin Grammy Award en novembre 2013, premier Vénézuélien à l'avoir. Le 7 juillet 2015, il reçoit un doctorat honorifique de l'Universidad Pedagógica Experimental Libertador en tant que « Vénézuélien dont la discipline et la persévérance dans l'exécution et le développement de son art musical l'ont amené à faire partie du patrimoine artistique du Venezuela. » Le 17 octobre 2018, le maire de la ville de Doral, Juan Carlos Bermúdez, proclame la journée Oscar d'León et lui remet les clés de la ville en hommage à sa carrière de plus de 46 ans.